# Freie Demokratische Korrespondenz

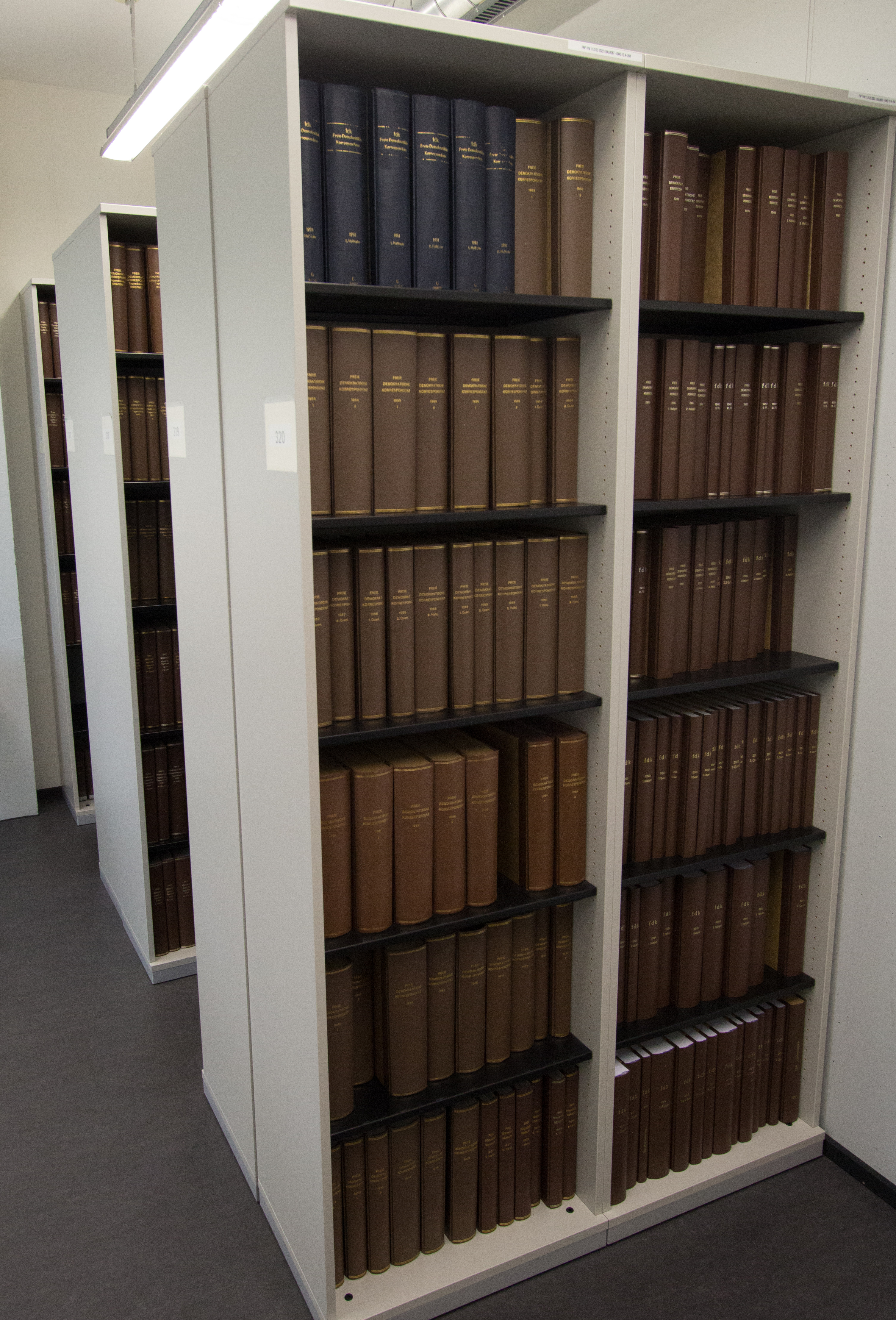
Jahrgangsweise gebundene Ausgaben der fdk im Archiv des Liberalismus

Die Freie Demokratische Korrespondenz (Zusatztitel fdk, seit 1960 auch ausgeschrieben freie demokratische korrespondenz) war ein von 1950 bis 2016 erscheinender Pressedienst der Freien Demokratischen Partei.

## Geschichte
Die Idee zur Einführung des Pressedienstes wurde erstmals während einer gemeinsamen Sitzung des FDP-Bundesvorstands und des Vorstands der FDP-Bundestagsfraktion am 18. November 1949 von dem Journalisten und Mitglied des Deutschen Bundestages Ernst Mayer vorgetragen. Der in der Anfangszeit kostenpflichtige, im Abonnement erhältliche Dienst sollte konzeptionell neben der Öffentlichkeitsarbeit auch einen Beitrag zur Finanzierung der Parteiarbeit leisten.
So betrug der Bezugspreis um 1952 je nach verhandeltem Preisnachlass zwischen 5,00 und 15,00 DM monatlich, wobei der Umstand, dass dezidiert politisch-werbende Presseinformationen ausschließlich kostenpflichtig vertrieben wurden, von Beginn an immer wieder Kritik verschiedener Seiten auf sich zog.
Die Preispolitik wurde im Laufe der Zeit immer weiter gelockert, bis der Bezug der Pressemitteilungen schließlich grundsätzlich kostenfrei erfolgte.
Herausgegeben wurde die Freie Demokratische Korrespondenz seit ihrer Gründung im Januar 1950 von Ernst Mayer, die Schriftleitung übernahm der promovierte katholische Theologe Josef Ungeheuer. Beide starben verhältnismäßig früh: Mayer im Dezember 1952 im Alter von 51 Jahren, Ungeheuer im Oktober 1959 noch vor Vollendung des 50. Lebensjahres. Der von beiden Persönlichkeiten eingeführte Stil blieb jedoch über zwei Jahrzehnte hinweg prägend für das Presseorgan, so überwog beispielsweise noch bis zu Beginn der 1970er Jahre ein eher rundbriefartiger Charakter mit einem Inhaltsverzeichnis auf dem Deckblatt und sich anschließenden meist mehrseitigen, namentlich gekennzeichneten Berichten oder Glossen. Die Erscheinungsweise war in der Regel wöchentlich, ergänzt um Ausgaben zu besonderen Anlässen – bereits der erste Jahrgang umfasste dadurch 91 Einzelausgaben.
Über den Erscheinungszeitraum hinweg wurden außerdem einige, namentlich mehr oder weniger unmittelbar auf die fdk Bezug nehmende Derivate ins Leben gerufen, von denen einige nur kurzzeitig Bestand hatten:
- 1955 und erneut 1957 bis 1958 erschien eine englischsprachige Version unter dem Titel fdp Free Democratic Press Service. Verantwortlich zeichnete zunächst Josef Ungeheuer allein, ab der Neuauflage 1957 dann gemeinsam mit Sheila Tobias-Ungeheuer und Karl-Hermann Flach. Eine Ausgabe vom August 1957 sorgte durch einen Offenen Brief an den damaligen US-Außenminister John Foster Dulles mit Kritik an dessen Unterstützung der Politik des deutschen Bundeskanzlers Konrad Adenauer für Irritationen zwischen CDU und FDP. Der Vorgang zog eine Berichterstattung in der Londoner Times, in der Herald Tribune und im Spiegel nach sich.[4]

- von März bis Oktober 1957 erschien eine fdk Länderausgabe, die sich in Abgrenzung zum eigentlichen Pressedienst direkt an eine für liberale Inhalte aufgeschlossene Leserschaft richten sollte. Die Redaktion lag gleichberechtigt bei Josef Ungeheuer, Karl-Hermann Flach und Ruth Tangemann.

- von 1966 bis 1969 erschien der fdk Fachdienst der FDP-Bundesgeschäftsstelle mit gesonderten Ausgaben zu bestimmten Themengebieten. Zuständiger Redakteur war Herbert Willner.

- von 1960 bis 2003 erschien der fdk Tagesdienst als eigenständiges Presseorgan für die FDP-Bundestagsfraktion.

- von 1985 bis 1999 wurde von der FDP-Bundestagsfraktion mit der FDP Fachinfo erneut die Idee der Fachinformation aufgegriffen. In diesem Zeitraum erschienen in kurzen Abständen parallel zum fdk Tagesdienst teils auf wiederkehrende Themen („Agrarpolitik“, „Steuern“, „Klima“), teils auf Stichworte des Tagesgeschehens („Arbeitszeit“, „Jäger 90“, „Unfallzahlen“) bezogene Berichte und Kommentare, aber auch vereinzelt Auszüge aus dem offiziellen stenographischen Protokoll des Deutschen Bundestags.

Die Verwendung des Mantelnamens fdk bzw. freie demokratische korrespondenz für Statements, Reden, Interviews, Gastbeiträge und Ankündigungen wurde mit Ablauf des Jahres 2016 aufgegeben. Die nach wie vor in dieser Tradition stehenden Pressedienste von Partei und Fraktion werden seit 2017 nur noch mit „Pressemitteilung“ bzw. „Terminankündigung“ überschrieben. Zugleich wurde auch die Vergabe von fortlaufenden Nummern eingestellt.

## Redakteure und Herausgeber derfdk
Die Chefredakteure waren meist in Personalunion Pressesprecher der Partei. Die Amtszeiten waren aber nicht in jedem Fall vollkommen deckungsgleich.
| Name                | Beginn  | Ende    | Funktion                                   |
| ------------------- | ------- | ------- | ------------------------------------------ |
| Ernst Mayer         | 1950/01 | 1952/12 | Herausgeber                                |
| Josef Ungeheuer     | 1950/01 | 1959/10 | Schriftleiter                              |
| Wolfgang Schollwer  | 1959/10 | 1970/06 | Verantwortlicher Redakteur                 |
| Volrad Deneke       | 1970/07 | 1971/06 | Verantwortlicher Redakteur                 |
| Joachim Stancke     | 1971/07 | 1971/12 | Verantwortlicher Redakteur                 |
| Dieter Chemin-Petit | 1972/01 | 1975/09 | Verantwortlicher Redakteur                 |
| Josef Gerwald       | 1975/10 | 1981/03 | Verantwortlicher Redakteur                 |
| Herbert Schmülling  | 1981/04 | 1985/09 | Verantwortlicher Redakteur                 |
| Lothar Mahling      | 1985/09 | 1988/10 | Verantwortlicher Redakteur                 |
| Hans-Rolf Goebel    | 1988/10 | 1999/02 | Verantwortlicher Redakteur                 |
| Wulf Oehme          | 1999/02 | 1999/03 | Verantwortlicher Redakteur (kommissarisch) |
| Martin Kothé        | 1999/04 | 2004/06 | Verantwortlicher Redakteur                 |
| Wulf Oehme          | 2004/06 | 2004/08 | Verantwortlicher Redakteur (kommissarisch) |
| Robert von Rimscha  | 2004/08 | 2009/12 | Verantwortlicher Redakteur                 |
| Wulf Oehme          | 2010/01 | 2012/12 | Verantwortlicher Redakteur                 |
| Peter Blechschmidt  | 2013/01 | 2013/12 | Verantwortlicher Redakteur                 |
| Nils Droste         | 2014/01 | 2016/12 | Verantwortlicher Redakteur                 |

## Redakteure derfdk Tagesdienst
| Name                               | Beginn  | Ende    | Funktion                    |
| ---------------------------------- | ------- | ------- | --------------------------- |
| Wolfgang Schollwer                 | 1960/10 | 1969/07 | Verantwortlicher Redakteur  |
| Dietrich Feuerherdt und Erwin Reuß | 1969/07 | 1970/01 | Verantwortliche Redakteure  |
| Eberhard Hofmann                   | 1970/02 | 1983/03 | Verantwortlicher Redakteur  |
| Reinhard Munkes                    | 1983/04 | 1983/06 | Verantwortlicher Redakteur  |
| Stefan Sethe                       | 1983/06 | 1985/12 | Verantwortlicher Redakteur  |
| Stefan Heydeck                     | 1986/01 | 1993/06 | Verantwortlicher Redakteur  |
| Clemens Heitmann                   | 1993/06 | 1996/01 | Verantwortlicher Redakteur  |
| Uwe Evers                          | 1996/01 | 1999/06 | Verantwortlicher Redakteur  |
| Martin Kothé                       | 1999/06 | 2001/09 | Verantwortlicher Redakteur  |
| Isabella Pfaff                     | 2001/09 | 2003/06 | Verantwortliche Redakteurin |

## Verfügbarkeit
Einzelne Ausgaben des Pressediensts fdk sind im Katalog der Deutschen Nationalbibliothek sowie in einigen Staats- und Universitätsbibliotheken nachweisbar. Ein annähernd lückenloser Bestand liegt im Archiv des Liberalismus der Friedrich-Naumann-Stiftung für die Freiheit in Gummersbach vor.